# Uthlede
Uthlede là một đô thị ở huyện huyện Cuxhaven, trong bang Niedersachsen, nước Đức. Đô thị Uthlede có diện tích 15,46 km².